# Michelangelo Caetani, X duca di Sermoneta
Michelangelo Caetani, X duca di Sermoneta, I principe di Teano e III principe di Caserta (Roma, 8 maggio 1685 – Cisterna di Latina, 21 dicembre 1759), è stato un nobile italiano.

## Biografia
Michelangelo Caetani nacque a Roma l'8 maggio 1685, figlio di Gaetano Francesco Caetani, IX duca di Sermoneta, e di sua moglie, Costanza Barberini. Per parte di madre era imparentato con la celebre famiglia nobile romana da cui era derivato papa Urbano VIII.
Dopo aver perso prematuramente la madre nel 1687, nel 1702 decise di seguire il padre in esilio alla corte di Vienna, dopo che questi era stato coinvolto nella congiura di Macchia, un fallito tentativo rovesciare il governo di Filippo V di Spagna nel regno di Napoli. A Vienna, Michelangelo ebbe modo di studiare lettere ed "esercizi cavallereschi" al punto che l'imperatore Leopoldo I lo nominò ciambellano. Rimaneva comunque pendente la condanna a morte da parte di Spagna e Stato della Chiesa nei confronti di suo padre e per questo nel giugno del 1703, giovanissimo, si portò a Roma per implorare presso il pontefice la grazia per il genitore. Solo nel 1710, ad ogni modo, il pontefice concederà il perdono a Gaetano Francesco e la restituzione di tutti i suoi titoli e domini. Nel 1711, ad ogni modo, il padre rinuncerà a tutti i suoi titoli in favore di Michelangelo che divenne quindi ufficialmente XI duca di Sermoneta. Per ripagare da subito i pesanti debiti contratti durante gli anni di sperperi e soprattutto di assenza del padre dai suoi domini, Michelangelo prese la decisione di vendere alla famiglia Ruspoli il grande palazzo che la famiglia possedeva in via del Corso a Roma (l'odierno Palazzo Ruspoli), oltre alle terre di San Felice Circeo e addirittura il Lago di Paola (20 ottobre 1713).
Come propria abitazione romana, ad ogni modo, Michelangelo acquistò la villa un tempo proprietà del cardinale Nerli, nei pressi della basilica di Santa Maria Maggiore ove istituirà un salotto frequentato da personalità di rilievo come il letterato e librettista Pietro Metastasio, il fisico François Jacquier, l'umanista Raimondo Cunich e soprattutto il fisico tedesco Johann Heinrich Winckler che proprio al suo palazzo, per la prima volta, nel 1746, compì uno dei primi esperimenti sull'elettricità (noto come "del globo e della catena elettrici"). La moglie di Michelangelo, Carlotta, ebbe come maestro di disegno Pompeo Batoni.
Con Michelangelo si può dire dunque che le sorti della famiglia Caetani si fossero sempre più allontanate dalla politica, ravvicinandosi maggiormente al mondo della cultura, pur non mancando della necessaria presenza nell'opera di governo del feudo di Sermoneta. Di Michelangelo si può dire ad ogni modo che fu un ottimo diplomatico, non solo per l'azione di mediazione compiuta nei confronti del padre, ma anche perché, abbandonando i sentimenti spiccatamente filo-austriaci che avevano guidato la politica di suo padre, applicò una mediazione col governo spagnolo di Carlo III e fece affari con quest'ultimo, vendendogli il principato di Caserta e ricavandone in cambio il titolo onorifico di principe di Teano. Sui territori del principato di Caserta il re di Napoli edificherà poi la sua splendida reggia.
Morì a Cisterna il 21 dicembre 1759. Gli successe come duca di Sermoneta e principe di Teano il figlio Francesco.

## Matrimoni e discendenza
Il principe sposò in prime nozze nel 1707 Anna Maria (4 novembre 1686 - 15 aprile 1727), figlia del marchese Giovanni Battista Strozzi e di Donna Ottavia Majorca Renzi dei Principi di Forano, da cui ebbe:
- Filippo (aprile 1711 - 5 marzo 1712);
- Costanza (1717 - 15 settembre 1797), sposò nel 1733 don Bartolomeo V di Capua, principe della Riccia (1716-1792).

In seconde nozze sposò il 14 febbraio 1731 Elena (1º agosto 1716 - 29 aprile 1732), figlia di Carlo Albani, I principe di Soriano nel Cimino, che morì nel dare alla luce il loro unico figlio:
- Francesco (n. e m. 29 aprile 1732).

Sua terza moglie fu, dal 10 maggio 1737, Carlotta (30 aprile 1723 - 16 gennaio 1752), figlia del conte Zongo Ondedei e di Teresa Cima, nobile di Rimini, da cui ebbe:
- Francesco (1738-1810), che gli succedette;
- Enrico Antonio (25 gennaio 1741 - di convulsioni 4 agosto 1742);
- Onorato (23 dicembre 1742 - 26 giugno 1797), Abate dei SS. Pietro e Stefano in Valvisciolo dal 1764, Protonotario Apostolico sovranumerario dal 1772, Cavaliere dell’Ordine di Malta dal 1779;
- Enrichetta (24 febbraio 1744 - di vaiolo 30 luglio 1772), sposò nel 1764 Luigi Lante Montefeltro della Rovere, V duca di Bomarzo;
- Maria (n. m. 4 dicembre 1748);
- Marianna (1750 - 11 marzo 1785), sposò nel 1768 Gaetano II Sforza Cesarini, V principe di Genzano.

## Albero genealogico
|                                                 |                                            |                                                      | Genitori                                              |  |  | Nonni |  |  | Bisnonni                                  |  |  | Trisnonni                              |  |
|                                                 |                                            |                                                      |                                                       |  |  |       |  |  | Francesco Caetani, VIII duca di Sermoneta |  |  | Filippo Caetani, VII duca di Sermoneta |  |
|                                                 |                                            |                                                      |                                                       |  |  |       |  |  | Francesco Caetani, VIII duca di Sermoneta |  |  | Filippo Caetani, VII duca di Sermoneta |  |
|                                                 |                                            | Camilla Caetani d'Aragona                            |                                                       |  |  |       |  |  | Francesco Caetani, VIII duca di Sermoneta |  |  |                                        |  |
| Filippo Caetani, IV principe di Caserta         |                                            |                                                      |                                                       |  |  |       |  |  | Francesco Caetani, VIII duca di Sermoneta |  |  |                                        |  |
|                                                 |                                            | Anna Acquaviva d'Aragona, III principessa di Caserta | Matteo Acquaviva d'Aragona, II principe di Caserta    |  |  |       |  |  |                                           |  |  |                                        |  |
|                                                 |                                            | Anna Acquaviva d'Aragona, III principessa di Caserta | Matteo Acquaviva d'Aragona, II principe di Caserta    |  |  |       |  |  |                                           |  |  |                                        |  |
|                                                 |                                            | Anna Acquaviva d'Aragona, III principessa di Caserta | Isabella Caracciolo                                   |  |  |       |  |  |                                           |  |  |                                        |  |
| Gaetano Francesco Caetani, IX duca di Sermoneta |                                            | Anna Acquaviva d'Aragona, III principessa di Caserta |                                                       |  |  |       |  |  |                                           |  |  |                                        |  |
|                                                 |                                            | Pietro Caetani, marchese di Sortino                  | Cesare Caetani                                        |  |  |       |  |  |                                           |  |  |                                        |  |
|                                                 |                                            | Pietro Caetani, marchese di Sortino                  | Cesare Caetani                                        |  |  |       |  |  |                                           |  |  |                                        |  |
|                                                 |                                            | Pietro Caetani, marchese di Sortino                  | Anna Del Carretto                                     |  |  |       |  |  |                                           |  |  |                                        |  |
| Topazia Caetani                                 |                                            | Pietro Caetani, marchese di Sortino                  |                                                       |  |  |       |  |  |                                           |  |  |                                        |  |
|                                                 |                                            | Antonia Saccano Naselli                              | Giacomo Antonio Saccano Naselli, barone di Casalnuovo |  |  |       |  |  |                                           |  |  |                                        |  |
|                                                 |                                            | Antonia Saccano Naselli                              | Giacomo Antonio Saccano Naselli, barone di Casalnuovo |  |  |       |  |  |                                           |  |  |                                        |  |
|                                                 |                                            | Antonia Saccano Naselli                              | Topazia Saccano                                       |  |  |       |  |  |                                           |  |  |                                        |  |
| Michelangelo Caetani, X duca di Sermoneta       |                                            | Antonia Saccano Naselli                              |                                                       |  |  |       |  |  |                                           |  |  |                                        |  |
|                                                 | Taddeo Barberini, I principe di Palestrina | Carlo Barberini, I duca di Monterotondo              |                                                       |  |  |       |  |  |                                           |  |  |                                        |  |
|                                                 | Taddeo Barberini, I principe di Palestrina | Carlo Barberini, I duca di Monterotondo              |                                                       |  |  |       |  |  |                                           |  |  |                                        |  |
|                                                 | Taddeo Barberini, I principe di Palestrina | Costanza Magalotti                                   |                                                       |  |  |       |  |  |                                           |  |  |                                        |  |
| Maffeo Barberini, II principe di Palestrina     | Taddeo Barberini, I principe di Palestrina |                                                      |                                                       |  |  |       |  |  |                                           |  |  |                                        |  |
|                                                 |                                            | Anna Colonna                                         | Filippo I Colonna di Paliano, IV principe di Paliano  |  |  |       |  |  |                                           |  |  |                                        |  |
|                                                 |                                            | Anna Colonna                                         | Filippo I Colonna di Paliano, IV principe di Paliano  |  |  |       |  |  |                                           |  |  |                                        |  |
|                                                 |                                            | Anna Colonna                                         | Lucrezia Tomacelli                                    |  |  |       |  |  |                                           |  |  |                                        |  |
| Costanza Barberini                              |                                            | Anna Colonna                                         |                                                       |  |  |       |  |  |                                           |  |  |                                        |  |
|                                                 |                                            | Andrea Giustiniani, I principe di Bassano            | Cassano Giustiniani                                   |  |  |       |  |  |                                           |  |  |                                        |  |
|                                                 |                                            | Andrea Giustiniani, I principe di Bassano            | Cassano Giustiniani                                   |  |  |       |  |  |                                           |  |  |                                        |  |
|                                                 |                                            | Andrea Giustiniani, I principe di Bassano            | Caterina de Bellis                                    |  |  |       |  |  |                                           |  |  |                                        |  |
| Olimpia Giustiniani                             |                                            | Andrea Giustiniani, I principe di Bassano            |                                                       |  |  |       |  |  |                                           |  |  |                                        |  |
|                                                 |                                            | Anna Maria Flaminia Pamphili                         | Pamphilio Pamphili                                    |  |  |       |  |  |                                           |  |  |                                        |  |
|                                                 |                                            | Anna Maria Flaminia Pamphili                         | Pamphilio Pamphili                                    |  |  |       |  |  |                                           |  |  |                                        |  |
|                                                 |                                            | Anna Maria Flaminia Pamphili                         | Olimpia Maidalchini                                   |  |  |       |  |  |                                           |  |  |                                        |  |
|                                                 |                                            | Anna Maria Flaminia Pamphili                         |                                                       |  |  |       |  |  |                                           |  |  |                                        |  |